# Lodrö Chökyi Nyima
Jamgon Kongtrul
Lodrö Chökyi Sengé
Lodrö Chökyi Nyima, né le 26 novembre 1995 au Tibet, est le 4e Jamgon Kongtrul. Il est, avec Gyaltsab Rinpoché, Taï Sitou Rinpoché et Shamar Rinpoché, l'un des Régents du karmapa. Il a résidé au monastère de Pullahari au Népal.
Le 12 août 1996, il fut officiellement reconnu comme réincarnation de Jamgon Kongtrul par le 17e karmapa.
Ses parents l'ont amené du Tibet en Inde en 1997 alors qu'il n'avait que deux ans car il craignaient des « malentendus politiques du gouvernement chinois » après que le 14e dalaï-lama l'a reconnu comme la 4e réincarnation de Jamgon Kongtrul. Il a été pris en charge par les moines du monastère de Rumtek au Sikkim et adopté par un couple local, avec l'accord de l'Administration centrale tibétaine. Depuis, il a vécu en Inde en tant que citoyen indien. Un passeport lui fut octroyé en 2006, lui permettant de voyager aux États-Unis cette même année. Cependant, en 2007, le ministère de l'Intérieur indien a envoyé une lettre à l'enfant et à sa mère adoptive Kunzang L Chungyalpa, les informant que le passeport était révoqué, car il était  entré illégalement en Inde, et remettant en cause sa citoyenneté indienne. Fin octobre 2013, la Haute Cour de Delhi a émis un avis jusqu'à la prochaine date d'audience prévue en décembre, s'opposant à son expulsion au Tibet, en Chine où sa vie est menacée.
Le 14 avril 2016, il a renoncé à ses vœux de moines dans un communiqué officiel et à travers les réseaux sociaux précisant vouloir devenir médecin. 